# Diboscamento

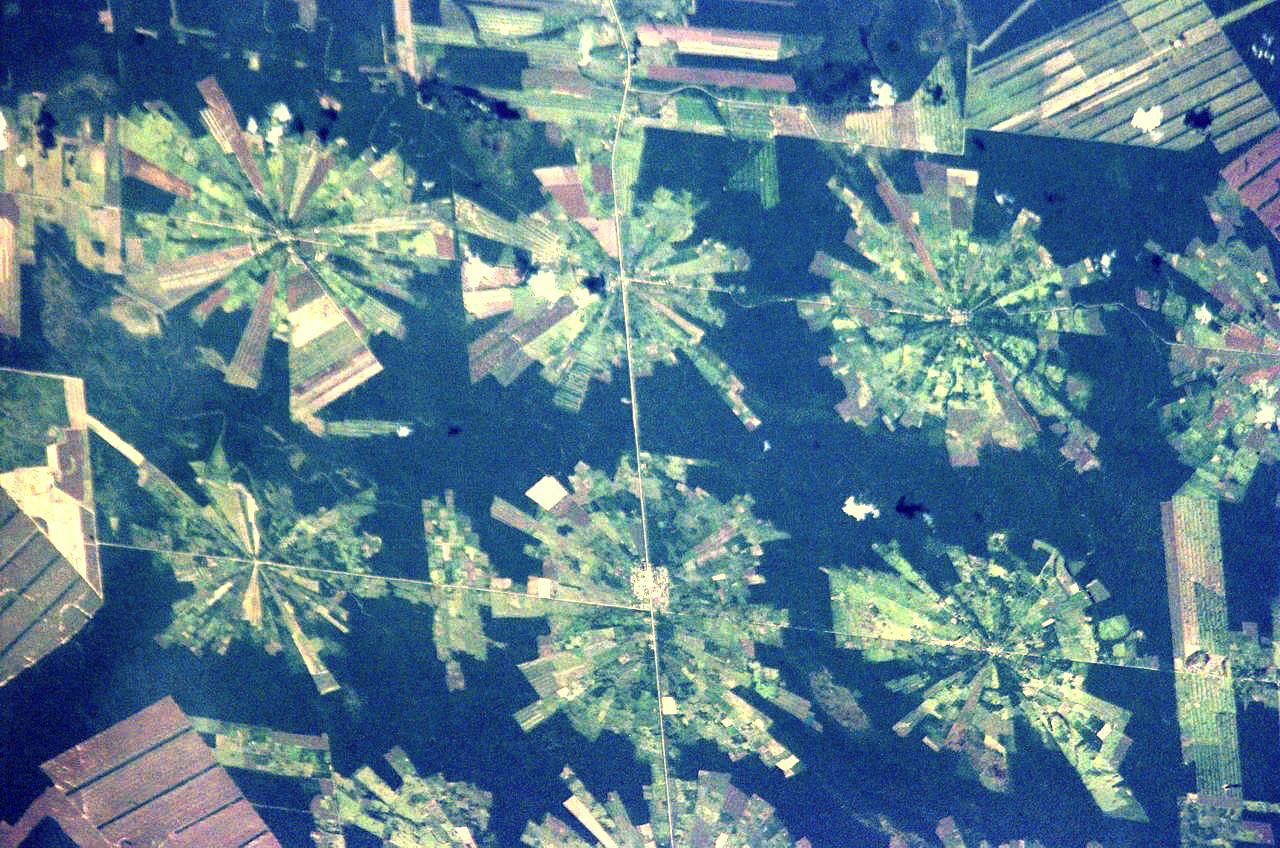
Foto satellitare della NASA: disboscamento in atto in Bolivia

Il termine diboscamento (o più comunemente disboscamento, anche deforestazione) indica l'eliminazione della vegetazione arborea in un'area boschiva o forestale. Le ragioni per cui si procede a tali operazioni possono essere molteplici e possono essere sia positive sia negative dal punto di vista ambientale: si può eseguire un disboscamento inteso come taglio di piante vecchie, malate, bruciate per la noncuranza nei boschi, oppure, in determinate zone per la produzione di legname oppure per la costruzione di strade, edifici, uso agricolo del suolo, piste da sci, ecc.
Non deve essere confuso con il taglio del bosco volto alla sua coltivazione attraverso i criteri tecnici della selvicoltura o silvicoltura, finalizzato alla salvaguardia della vegetazione e all'estrazione del legname dalla foresta, garantendo comunque la perpetuazione dell'ecosistema forestale.
Quando invece il disboscamento è esteso e duraturo, effettuato per motivi commerciali o per sfruttare il terreno per la coltivazione, si parla di deforestazione, con accezione negativa. Un esempio di deforestazione è l'eradicazione illegale di alcune zone boschive per la costruzione di opere murarie, attività agricole o commerciali di vario tipo. Deforestazione e disboscamento illegale possono altresì essere considerati sinonimi. In poche parole è la riduzione delle aree verdi naturali della terra causata dallo sfruttamento eccessivo delle foreste.

## Storia
Già con le prime civiltà stanziali del mondo antico sono noti fenomeni di deforestazione, ad esempio nel 6300 a.C. a 'Ain Ghazal.
Circa 10.000 anni fa la maggior parte del suolo era ricoperta di foreste, ma 5.000 anni fa l’aumento della popolazione causò l'estensione delle terre coltivate da parte del contadino, con il conseguente primo fenomeno di disboscamento. All'epoca dei Romani, vi fu un disboscamento intensivo in quanto tale popolazione faceva uso del legno per la costruzioni di navi e vari oggetti. Nel secondo millennio aumentò l’uso del legno, che permetteva agli uomini di scaldarsi, costruire case e prodotti di artigianato. Nel Rinascimento alcuni Signori prendono misure per la tutela delle foreste, in quanto fondamentali per la caccia, divertimento dell’aristocrazia. Con la rivoluzione industriale, gli uomini si avvalevano di molto legno per costruire città e navi e per le industrie. Così, cominciano a scomparire molti tipi di foreste.
La deforestazione è un evento antico. Secondo Williams iniziò alla fine della preistoria, con una correlazione tra il ritiro delle foreste e la densità di popolazione umana nella zona temperata, anche se popolazioni abbastanza dense potevano anche vivere localmente nella foresta senza distruggerla, ai tropici. Finora si pensava che il Nord America fosse sfuggito a questo fenomeno. Si credeva che le grandi praterie del Canada occidentale fossero di origine naturale. Ora sappiamo che le prime nazioni usarono il fuoco per mantenere regolarmente questi vasti pascoli e impedire che la foresta si stabilisse lì.
Un caso emblematico dell'irreversibilità della deforestazione è quello del cedro del Libano, utilizzato intensivamente per le costruzioni navali e funerarie dagli egizi, poi dai persiani, dai turchi e dai romani: dal I secolo i romani avevano preso coscienza della scarsità di cedri e aveva istituito un sistema di protezione.

### Europa
Nella mitologia greca, per vendicarsi in Grecia dopo la morte di Laomedonte, re di Troia, che porta alla guerra di Troia, suo nipote Pâris fa costruire una flotta con l'aiuto di Phéréclos. Così vennero disboscati i boschi del vicino monte Ida a tal punto che la tradizione vuole che una delle cime sia ormai considerata “calva”.
La deforestazione attuata in Francia fin dal Medioevo per estendere i terreni agricoli, alla fine del XIX secolo ridusse la foresta al 15% della sua superficie. La deforestazione europea si fermò quando la ricerca permise di rendere redditizia l'estrazione del carbone e di utilizzare combustibili fossili, che favorì la Rivoluzione Industriale e permisero guadagni di produttività agricola: la fine dell'800 segnò poi una svolta. La foresta progredì nuovamente in superficie superficie e in volume di legname in piedi. Le foreste europee sono state abbattute sin dal Neolitico. La Gallia al tempo di Vercingetorige aveva un tasso di rimboschimento inferiore a quello della Francia odierna. In Francia, Jean-Baptiste Colbert (1619-1683) pose fine alla deforestazione e ordinò l'impianto di foreste per la costruzione navale, ma la necessità di legno provocò un prolungato sfruttamento della foresta che all'inizio del XIX secolo, come ecosistema, era quasi totalmente distrutto. Comprendiamo intuitivamente che molti animali che dipendono direttamente o indirettamente dalle foreste scompaiono con loro.

### Americhe
Prima dell'arrivo degli europei negli Stati Uniti, quasi la metà della superficie degli Stati Uniti era ricoperta da una foresta primaria. Dall'inizio della colonizzazione, alcuni furono allarmati dagli effetti della deforestazione anarchica, i cui effetti avrebbero pesato sulle generazioni future. Il 3 aprile 1789, il dottor Nicholas Collin, rettore delle Chiese svedesi della Pennsylvania, apparve davanti alla Società filosofica di Filadelfia e lesse un Saggio sulle ricerche in filosofia naturale che sarebbe nell'interesse degli Stati Uniti intraprendere al presente, da cui emerge che: «le nostre maestose foreste sono un tesoro nazionale che merita tutta la sollecitudine del filosofo e del politico patriota. Finora, sono stati lasciati alla scure di taglialegna brutali e imprevisti. Non è deplorevole che così tanti agricoltori americani distruggano ciò che i loro discendenti mancheranno gravemente?».
La foresta americana iniziò a declinare intorno all'inizio del diciannovesimo secolo. Un'osservazione delle conseguenze dell'eccessivo sfruttamento delle foreste sarà stabilita in particolare da due francesi: François-André Michaux (1770-1855) lamenta in un libro che tratta di alberi forestali in Nord America che né il governo federale né quelli di ogni stato hanno preservato le aree boschive. Ciò ha avuto effetti disastrosi, in particolare per la fornitura di legna da ardere alle città e per la fornitura di legname da costruzione Jacques-Gérard Milbert (1776-1840) dopo aver viaggiato negli Stati Uniti dal 1815 al 1822 conferma le riflessioni precedenti: «Ma c'è un punto in cui in ogni cantone la radura deve cessare, se si vuole, tra qualche anno, vedere una terra verde e fertile si succedono, una terra arida e sterile".

## Descrizione

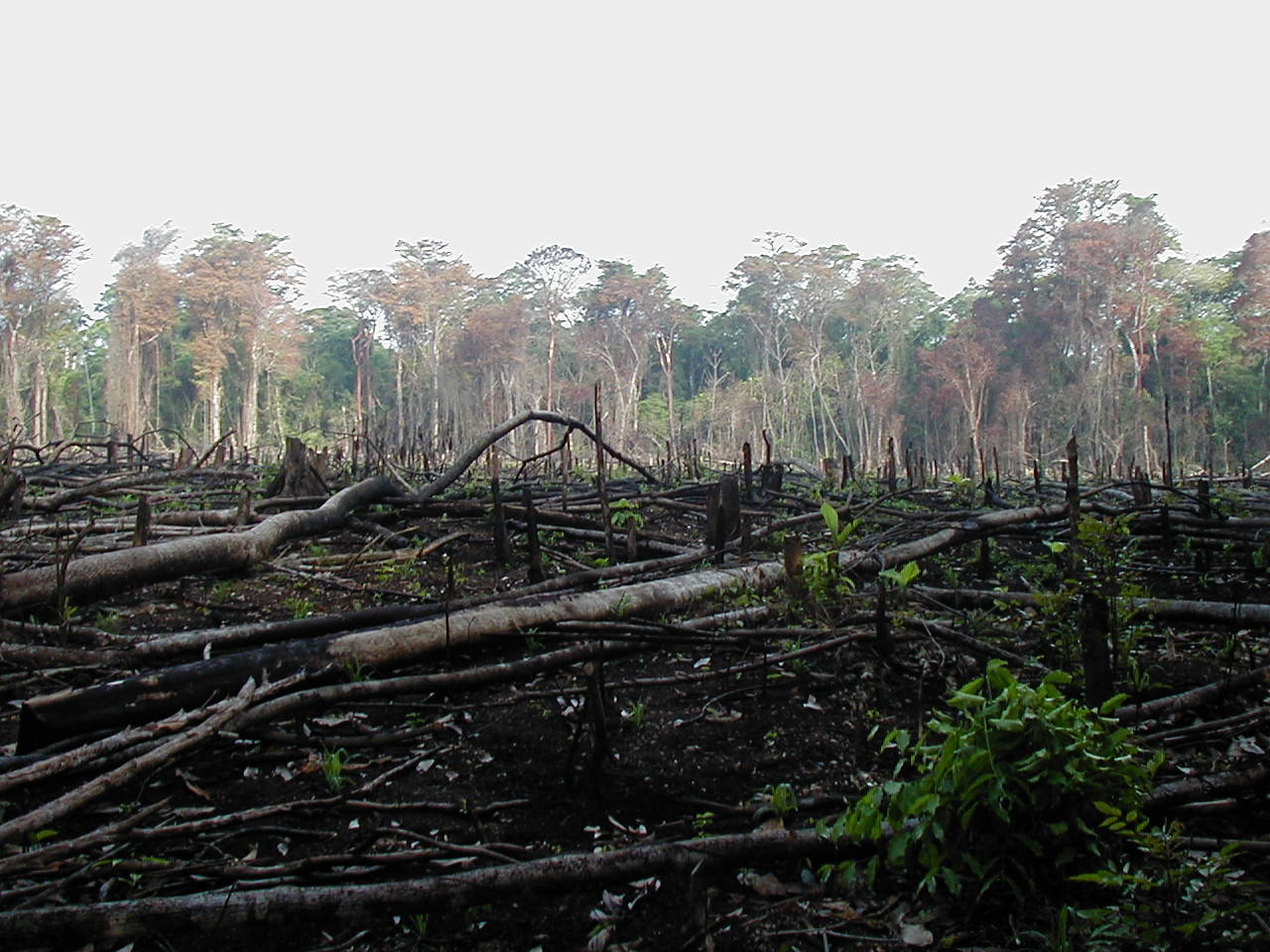
Foresta distrutta per far spazio all'agricoltura, in Messico meridionale

Le foreste e i boschi sono dal punto di vista ambientale luoghi dove viene eseguito un diboscamento legale, che devono essere scelti con cura.
Fin dall'antichità si dibosca per ottenere la legna da ardere per il riscaldamento domestico o da usare come materiale da costruzione (legname), per ottenere nuovi terreni da destinare all'agricoltura, al pascolo o all'espansione urbana. Questo fenomeno interessa soprattutto le aree tropicali dove vengono eseguite con il metodo del "taglia e brucia": dapprima si abbattono gli alberi e poi si incendia il sottobosco rimanente. Una volta terminato l'incendio si sarà depositata sul terreno della cenere che fertilizza il terreno.
Questo sistema arreca gravi danni all'equilibrio dell'ambiente naturale, infatti la cenere fertilizza per poco tempo il terreno, mentre la distruzione del sottobosco distrugge in tutto e per tutto l'habitat della foresta pluviale accelerando i fenomeni erosivi del terreno. Dopo pochi anni si deve abbandonare il terreno e diboscare un'altra area. Inoltre l'utilizzo del fuoco è molto pericoloso perché danneggia la fauna e spesso sfugge al controllo causando danni ancora più gravi.
Questo fenomeno, ancora molto frequente nella foresta amazzonica e in crescita in molte altre aree del pianeta, porta via molti alberi al polmone verde della Terra. I paesi maggiormente interessati da questo fenomeno (spesso anche connesso con attività illegali) sono Cina, Colombia, Congo, Brasile, India, Indonesia, Myanmar, Malaysia, Messico, Nigeria e Thailandia, che insieme compiono più del 70% di disboscamento mondiale.

### I danni della deforestazione

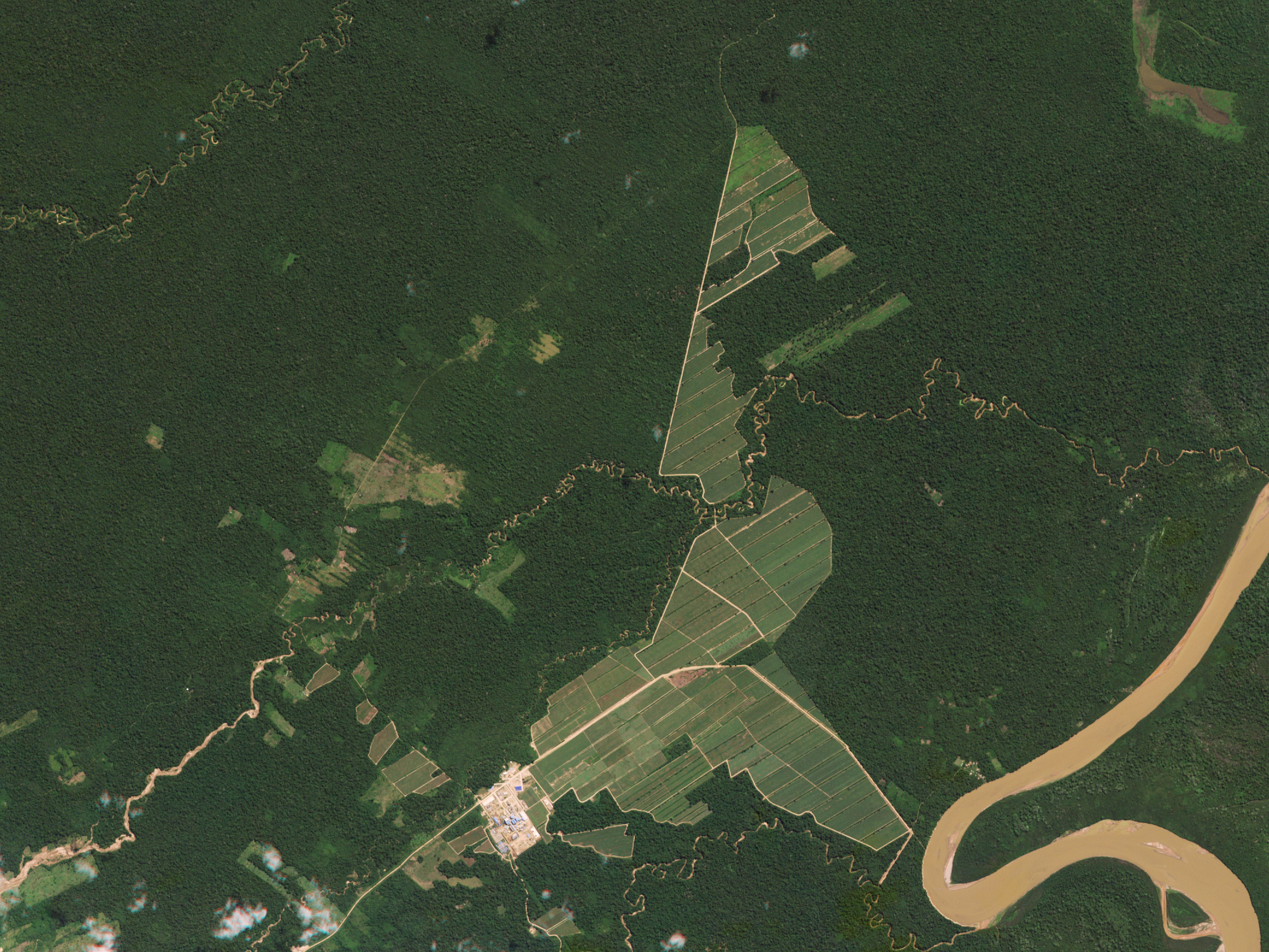
Disboscamento in Bolivia

Le piante verdi o comunque in generale le piante aiutano a mantenere stabile la concentrazione di anidride carbonica nell'atmosfera. L'utilizzo di combustibili fossili e il disboscamento stanno causando un aumento di CO2 nell'atmosfera, che ha diretta influenza in fenomeni come l'effetto serra e il riscaldamento globale.
Gli effetti negativi del diboscamento sono numerosi e comprendono:
- biodiversità in perdita;
- diminuzione di irraggiamento solare, assorbimento di anidride carbonica e minor rilascio di ossigeno;
- riscaldamento globale;
- desertificazione nei territori secchi;
- erosione, frane e smottamenti nei territori piovosi e collinari;
- inquinamento degli ecosistemi acquatici (a causa del dilavamento delle acque);
- sottrazione di risorse per le popolazioni indigene;
- squilibri climatici e idrogeologici;
- danni agli animali.

Il disboscamento (sia volontario sia non voluto) è il risultato della rimozione di alberi o della loro morte non accompagnata da una rinnovazione sufficiente. Ci sono molte cause di ciò, che possono variare da una lenta degradazione forestale a improvvisi incendi, a intense attività di pascolo.
Mentre il diboscamento delle foreste pluviali tropicali ha attirato l'attenzione dell'opinione pubblica, le foreste tropicali stanno scomparendo a una velocità sostanzialmente più alta. Invece di catturare le precipitazioni, che filtrano poi nel sottosuolo, le aree diboscate diventano aree di veloce deflusso acquifero superficiale. Il diboscamento contribuisce inoltre a una riduzione dell'evapotraspirazione, che diminuisce l'umidità atmosferica e le precipitazioni; ad esempio nel Nord e nel Nord-ovest della Cina la media delle precipitazioni annuali è diminuita di un terzo tra il 1950 e il 1985.
Anche la produzione di legname è una causa di diboscamento, ma in misura inferiore alle cause su esposte. Le foreste sono un'importante riserva di carbone, sono fondamentali per il ciclo del carbonio, risanando l'aria dall'anidride carbonica e altri agenti inquinanti.
I boschi e le foreste sono inoltre importantissimi ecosistemi con un'elevatissima biodiversità in cui vivono numerosissime specie viventi, sia vegetali sia animali. Sono anche oggetto di bellezza estetica, naturalistica e culturale. Il diboscamento comporta la perdita di questi valori, del rispetto delle foreste e in generale dell'ambiente.
La deforestazione, con la conseguente distruzione degli habitat, mette a rischio migliaia di specie animali ogni giorno. Oggi, infatti, gli animali, principalmente nei paesi tropicali e subtropicali, si estinguono a velocità molto superiori rispetto al passato. Si ricordano, per esempio, i disboscamenti che si verificano in Sud America, in particolare nel Gran Chaco, ossia la foresta tropicale più estesa nell'America Latina dopo la foresta amazzonica. Nel Gran Chaco, tale fenomeno avviene a causa degli allevamenti e dell'espansione delle piantagioni di soia e le conseguenze maggiori si riversano sulle specie animali presenti in quest'area, che rischiano di scomparire per sempre: uno tra questi è il giaguaro.
L'Amazzonia, invece, costituisce la casa di una biodiversità talmente grande da essere in parte poco conosciuta a noi uomini, o addirittura sconosciuta. Tuttavia, la deforestazione impedisce agli scienziati di ottenere informazioni sufficienti su queste specie. Inoltre, il disboscamento provoca danni anche agli uomini, poiché incrementa la zoonosi, ovvero malattie trasmesse a noi dagli animali. Le zone che subiscono deforestazione e, quindi, in cui gli animali selvatici vengono a contatto con l'uomo sono un mezzo di diffusione di agenti patogeni. Con ciò si conclude che le foreste sono veramente essenziali e che il mancato rispetto degli equilibri ecologici minacciano non solo gli animali e i vegetali, ma anche la sopravvivenza dell’umanità.

### Controllare il disboscamento

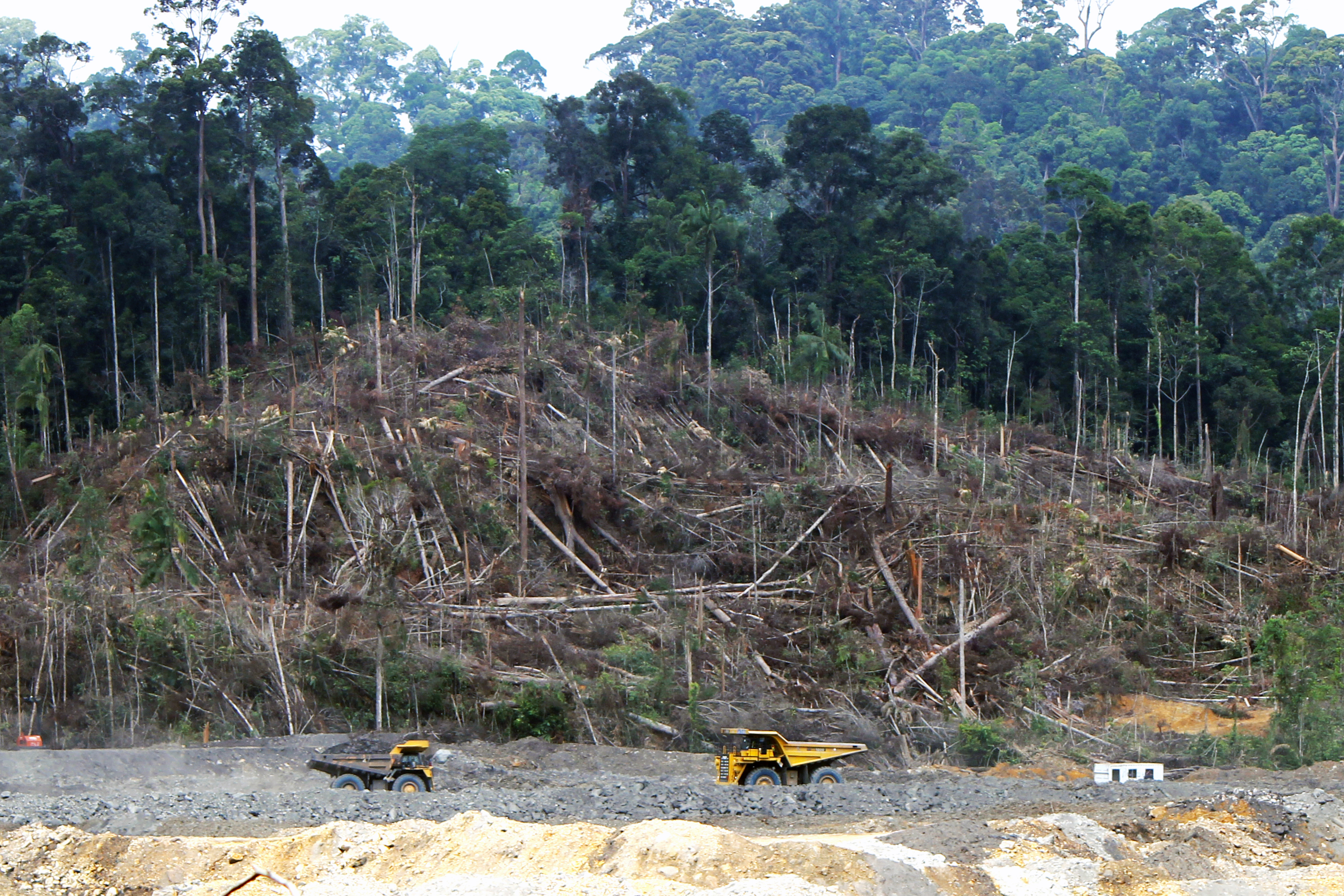
Disboscamento in Indonesia.

I metodi per tenere sotto controllo e ridurre il diboscamento sono numerosi, ma tutti dipendono dalla volontà politica di attuarli, anche in contrasto con forti interessi economici, spesso legati all'economia del diboscamento illegale, un affare che si aggira intorno ai 150 miliardi di dollari annui.
Fra questi vi è prima di tutto una agricoltura sostenibile, che attui sistemi di rotazione delle colture e che utilizzi meno territorio. Questo non è affatto scontato nei paesi in via di sviluppo dove la popolazione è in rapida crescita.
Alla Conferenza di Rio del 1992 si è proposto un sistema gestione forestale sostenibile (GFS), con lo scopo di controllare il patrimonio e gli ecosistemi forestali a livello mondiale. A questo è seguita la formazione di alcune organizzazioni come il Forest Stewardship Council, attivo per la salvaguardia delle foreste tropicali, del Nord America e dell'Europa: FSC certifica i prodotti costituiti da materie prime che non consumano il patrimonio forestale.
Il diboscamento continua ad avanzare, e si sta rendendo necessario attuare politiche di riforestazione. Ad esempio in Cina il governo ha chiesto ai cittadini di contribuire piantando alberi. Anche numerose associazioni si occupano della riforestazione, ma sembra che gli sforzi non siano completamente condivisi a livello mondiale. L'unico paese che ha aumentato il proprio patrimonio boschivo nel corso del XX secolo mediante politiche governative è Israele. In Europa il diboscamento sembra aver rallentato la sua corsa e, secondo i dati FAO, le foreste sono in crescita. Ciò è dovuto sia all'abbandono di terreni agricoli e alla colonizzazione spontanea del bosco, sia ad attività di rimboschimento.
Per i boschi e le foreste italiani sono in vigore già dagli anni venti del secolo scorso (R.D. n. 3267/1923), per tutte le proprietà pubbliche e per le grosse proprietà private, dei Piani di assestamento forestale che hanno la finalità principale di tutelare e sviluppare il territorio boscato e che garantiscono che il taglio per produrre legname non comporti cambi di destinazione d'uso del bosco.
A contrastare tale fenomeno sono state istituite delle giornate internazionali per la salvaguardia della foresta: l'Assemblea Generale delle Nazioni Unite nel 2012 ha stabilito il 21 marzo come la Giornata internazionale delle foreste, con il principale obbiettivo di far comprendere alla popolazione quanto siano importanti le foreste; vi sono anche la Giornata Nazionale degli Alberi, istituita nel 2013 dal ministero dell'ambiente per valorizzare la tutela dell'ambiente, e la Festa dell’Albero, organizzata da Legambiente, In questo contesto, inoltre, venne fondata la coalizione europea #Together4Forests sostenuta da WWF, Greenpeace e Legambiente al fine di porre un termine alla deforestazione. Grazie all'impegno di queste tre associazioni, vari risultati sono stati ottenuti, tra cui le misure adottate dai governi di molti Paesi occidentali per contenere gli impatti diretti e indiretti dello sfruttamento delle materie prime provenienti dall’Amazzonia.
J. Perrève, un ex avvocato e giudice del re che si interessò alla caccia, scrisse nel 1845: "Migliaia di esseri sono scomparsi da quando il nostro suolo forestale ha perso in modo così significativo la sua estensione precedente e la progressione dello spopolamento della selvaggina, dolorosamente fuori oggi, è uno dei gravi inconvenienti legati all'ardore smisurato delle radure. Almeno cinque sesti di questi antichi boschi, che ritenevamo di natura benefica, e che preparavano l'ombra eterna per un lungo susseguirsi di generazioni, non esistono più; ci restano solo poche masse isolate, impotenti a sedare i fuochi della terra ardente. Meno abbondanti, per mancanza di cibo e asilo, la selvaggina va ancora via via diminuendo, e la sua notevole scomparsa è il risultato indiscusso di questo stato le cose. La deforestazione delle foreste, degli altipiani e soprattutto dei pendii montuosi ha reso povera e languida la fitta vegetazione del passato”.

### Il ritmo del disboscamento
Secondo un rapporto della FAO, il diboscamento, nell'ultimo decennio, ha rallentato rispetto agli anni novanta, ma procede ancora ad un ritmo troppo elevato per essere sostenibile. Tra il 2000 e il 2010 la perdita netta di foreste è stata di 5,2 milioni di ettari all'anno, contro gli 8,3 milioni del decennio precedente. In particolare, le zone più colpite sono il Sud America e l'Africa orientale e meridionale. Il diboscamento ha rallentato molto nell'Asia meridionale, mentre le foreste registrano addirittura una crescita in Nord America, Europa e Asia orientale.